# Блай
Вижте пояснителната страница за други значения на Блай.
Блай (на френски: Blaye, [blaj]) е град в югозападна Франция, административен център на кантона Естюер и окръг Блай в департамент Жиронд на регион Нова Аквитания. Населението му е около 4 800 души (2015).
Разположен е на 7 метра надморска височина в Аквитанската низина, на десния бряг на естуара Жиронд и на 26 километра северно от центъра на Бордо. Селището е известно от Античността, според традицията в църквата му е погребан франкският герой Роланд, а през XIV-XVI век е важна крепост. Днес градът има малко пристанище, а до него се намира Атомната електроцентрала „Блайе“. Той е център на малка агломерация, включваща още предградията Карс, Картелег, Мазион, Сен Женес дьо Блай, Сен Мартен Лакосад, Сен Сьорен дьо Кюрсак и Фур.

## Известни личности
Родени в Блай
- Лили Дамита (1904 – 1994), актриса